# Херсонський художній музей імені Олексія Шовкуненка
Херсонський художній музей імені Олексія Шовкуненка — художній музей в місті Херсон, названий на честь українського художника Олексія Олексійовича Шовкуненко. Був відкритий 27 травня 1978 року. Розміщується в колишній будівлі міської ратуші, визначній  пам'ятці архітектури початку XX століття. Музей має філію у місті Нова Каховка.

## Історія будівлі
Будівля міської ратуші, в якій нині розміщується музей, була побудована в 1905–1906 роках для органів міського самоврядування. Впродовж всієї своєї історії вона залишається одним з головних символів міста. На початку ХХ сторіччя тут розташовувалися: міська управа, кабінет міського голови, городовий сирітський суд і міський громадський банк. У великій будівлі збиралися засідання міської Думи. Значення цієї споруди для міста важко переоцінити. Призначена для міських громадських установ, вона була втіленням центру міського життя. І сьогодні ця будівля є осереддям культурного життя Херсона, скарбницею духовної спадщини міста.
Тривалий час авторство проєкту цієї пам'ятки архітектури залишалося невідомим. У 1900 році на засіданні Міської думи міський голова І. І. Волохін піднімає питання про зведення будівлі для міських громадських установ, в якій могли б розташуватися органи місцевого самоврядування і деякі міські організації, що гостро потребують нових приміщень. Пропозицію підтримала Дума і Міська управа, був оголошений конкурс проєктів будівель для міських установ.
На розгляд було представлено чотири проєкти, з метою прийняття об'єктивного рішення вони подавались анонімно. Долю проєктів, представлених під девізами: «Мимохідь», «На скоро», «І-ХІІ» і «Південному граду — російське багатство» вирішувала спеціальна комісія. У конкурсі переміг проєкт під девізом «Мимохідь», який у більшому ступені відповідав основним вимогам експертного журі. Пізніше з'ясувалося ім'я переможця — молодого одеського архітектора Адольфа Борисовича Мінкуса (1870—1948). Згодом Адольф Мінкус прославився своїми роботами в Одесі, а також в Києві і Харкові.
Не зважаючи на затверджений проєкт, будівництво розпочалось тільки за 5 років, вже при новому міському голові М. Є. Беккеці. Закладення будівлі відбулося 28 травня 1905 року. Не зважаючи на масштабність і складність споруди, завдяки зусиллям багатьох міських діячів будівля була споруджена в досить короткі терміни і повністю відповідала технічним і естетичним вимогам часу. На початку 1907 року новий міський будинок прийняв своїх господарів.
У цій споруді можна побачити сплетення декількох архітектурних стилів, але будівля виглядає єдиним архітектурним цілим. На жаль, ні архітектори, ні міська влада не могли врахувати, що через десятиліття будівля опиниться на перехресті завантажених транспортом вулиць і з часом від дії вібрації і вихлопних газів почне руйнуватися.

## Історія музею
У 1890 році археолог і громадський діяч Віктор Іванович Гошкевич заснував у Херсоні археологічний музей. У 1909 році він передав музей у дарунок місту. В експозиції музею була представлена не тільки велика нумізматична колекція та археологічні знахідки, але й картини та ікони. У 1912 році з ініціативи мецената князя Миколи Антоновича Гедройца на нижньому поверсі будинку музею Гошкевіча відкрився музей образотворчих мистецтв. Завдяки Гедройцу, який мав великі зв'язки, музеєм була отримана колекція творів живопису, скульптури, порцеляни, кришталю та гравюр. У колекції були картини О. П. Боголюбова, В. І. Зарубіна, І. Ф. Колеснікова, М. К. Пимоненка і В. Д. Полєнова. Кілька творів подарували музею художники С. С. Єгорнов, К. В. Лемох, В. Є. Маковський, скульптори І. Я. Гінцбург, Б. В. Едуардс тощо. Наприкінці 1922 — початку 1923 року музей злився з історико-археологічним музеєм.
У 20-30 роки XX століття колекція музею поповнилася творами російських та західноєвропейських майстрів. Напередодні війни фонди музею нараховували близько 700 експонатів. У роки фашистської окупації гітлерівці вивезли з Херсона в Німеччину й Румунію більшу частину музейних цінностей, у тому числі й колекцію творів мистецтва.
Після звільнення міста у березні 1944 року почалися пошуки втрачених цінностей. Історико-археологічний музей незабаром відновив свою роботу. Однак художній відділ удалося відкрити лише у 1966 році. У 1976 році місто одержало спадщину — колекцію ленінградки М. І. Корніловської, яка включала 500 творів образотворчого мистецтва та унікальне зібрання книг. На базі художнього відділу краєзнавчого музею та ленінградської колекції у 1978 році й був створений Херсонський художній музей. У перші дні існування в колекцію музею було передано значне число експонатів з фондів Міністерств культури СРСР й України, Спілок художників СРСР й України. У 1981 році О. В. Шовкуненко, дружина народного художника СРСР О. О. Шовкуненка, подарувала музею понад 100 творів свого чоловіка.
У жовтні 2022 музей був розграбований російськими окупантами за сприяння місцевих колаборантів. 10 тисяч його експонатів вивезено до окупованого росіянами Криму.
Загалом із фонду музею, а також інших культурних установ Херсонщини, вивезено майже 15 тисяч експонатів. Станом на березень 2024 року працівники музею ідентифікували 1% вкраденого — 100 робіт, 99 з них знаходяться в Центральному музеї Тавриди в Криму, а одне полотно — «Фаетон у Севастополі» Костянтина Коровіна принаймні певний час перебувало в окупованому Генічеську. Картина зʼявилася 19 березня 2024 року в пропагандистському російському відео, присвяченого 10-річчю анексії Росією Криму. Картина була без рами і захисного скла, що є недбалим поводженням з предметом мистецтва .
Серед інших викрадених й ідентифікованих робіт : 
- Іван Шульга (1889-1956). Рибалки на березі моря. 1932
- Венера Такаєва (1931 р.н.). Дочка Гюзель. Етюд. 1967
- Єфрем Зверьков (1921-2012). Похмурий день. 1967

## Колекції та фонди
Станом на 2022 рік (до пограбування) колекція музею нараховувала понад 13 тисяч творів мистецтва і була однією з найцікавіших музейних зібрань України. Тут представлені твори українського і зарубіжного живопису, графіки, скульптури, декоративно-ужиткового мистецтва, починаючи з зразків російського іконопису XVII століття і до робіт сучасних херсонських художників.
У постійній експозиції музею:
- іконопис XVII — початку XX століття,
- російське мистецтво XVIII — I половини XIX століття,
- українське і російське мистецтво II половини XIX — початку XX століття.

Найбільш відомі твори у колекції музею:
- «Юрій Змієборець зі святими апостолами Петром і Павлом» (XVIII — початок ХІХ ст.)
- «Богородиця Вгамуй мої печалі» (ХІХ ст.)
- «Андрій Першозваний» (ХХ ст.)
- «Жіночий портрет», К. Є. Маковський (1883 р.)
- «Буря іде», І. К. Айвазовський
- «Неаполітанка», П. Орлов
- «Захід сонця», О. К. Саврасов
- «Скотний двір в Абрамцеві», В. Д. Полєнов
- «У каміна», І. М. Крамськой
- «Дівчина з муфтою»), В.Маковський
- «Кінь з возничим», П. Клодт
- «Князь Святослав», Є. О. Лансере
- «Мефістофель», М. М. Антокольський
- «Біля монастирського настоятеля», Август фон Байєр (1859).
- «Дуби на галявині», О. О. Шовкуненко (1956)
- «Молодиця», О. О. Шовкуненко (1938)
- «Натюрморт з синім глечиком», О. О. Шовкуненко (1930)